# Francouzská území na Svaté Heleně

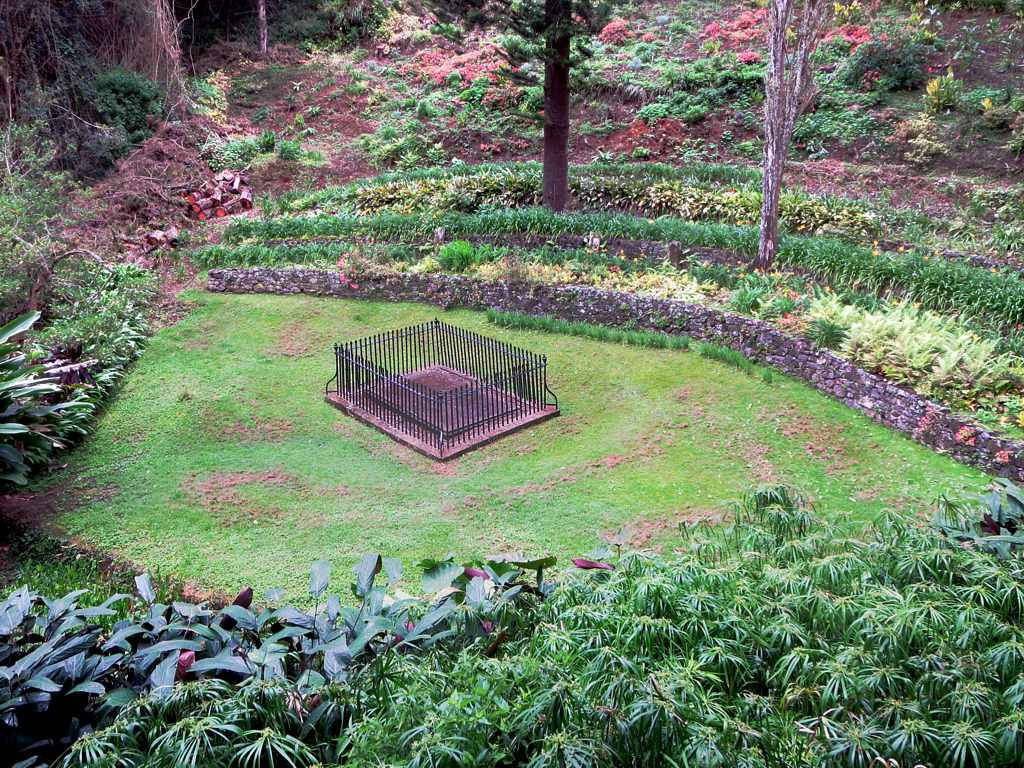
Napoleonova hrobka z let 1821 až 1840.

Francouzská území na Svaté Heleně (francouzsky Domaines français de Sainte-Hélène) jsou území o celkové rozloze 14 hektarů nacházející se na britském ostrově Svatá Helena, která jsou v majetku francouzského státu.
Od poloviny 19. století Francie koupila a získala darem do svého majetku některé nemovitosti spojené s životem a skonem Napoleona Bonaparta na tomto ostrově v jižním Atlantiku. Ty od roku 2015 spravuje Saint Helena Napoleonic Heritage Ltd, což je společný podnik mezi vlády Francie, Svaté Heleny a Fondation Napoléon.
Majetek zahrnuje:
- Longwood House (v distriktu Longwood), zakoupen v roce 1858; muzeum a sídlo francouzského honorárního konzula (oficiálně honorárního konzula a kurátora francouzského majetku na Svaté Heleně; Honoraire Consul de France et directeur des domaines nationalaux à Sainte-Hélène ). Od roku 1987 zastává tento post Michel Dancoisne-Martineau.
- Pavillon des Briars rodiny Balcomb (v distriktu Alarm Forest), dar Mabel Brookesové francouzskému státu roku 1959. Malý pavilon a první bydliště Napoleona po jeho internaci na ostrově.
- Vallée du Tombeau (v distriktu Alarm Forest), rovněž jako Longwood House od roku 1858. Napoleonova hrobka z let 1821 až 1840.